# Limone sul Garda
Limone sul Garda est une commune italienne de la province de Brescia en Lombardie au bord du lac de Garde.

## Production agricole
C'est la région la plus septentrionale pour la production de citron.

## Culture
Le peintre baroque vénitien Andrea Celesti,  qui avait un atelier à Brescia, réalisa des œuvres pour l'église vers 1688-1700.

## Sports
Le village accueille la Limone Extreme, épreuve internationale de skyrunning, depuis 2011.

## Administration
| Période                                  | Période | Identité             | Étiquette     | Qualité |
| ---------------------------------------- | ------- | -------------------- | ------------- | ------- |
| 2004                                     | 2014    | Franceschino Risatti | civique liste | -       |
| Les données manquantes sont à compléter. |         |                      |               |         |

### Communes limitrophes
Malcesine (VR), Ledro (TN), Riva del Garda (TN), Tremosine

### Voie verte
Le 14 juillet 2018 est inaugurée une voie verte, sous forme d'une passerelle, le long de la commune de Limone sul Garda. Sur un circuit long de quelque 2 kilomètres, elle est suspendue à flanc de falaise à environ 50 mètres de haut. Les travaux ont duré deux ans et ont coûté 7 millions d'euros.